# Ny-Neith
Ny-Neith (ou Hor-Ny-Neith ou Ni-Neit) était peut-être un ancien roi égyptien de la dynastie 0 de la période prédynastique de l'Égypte antique. Les informations sur sa famille et sa position chronologique sont actuellement inconnues. Ny-Neith n'est connu à ce jour que par deux inscriptions en argile sur des vases brûlés, qui proviennent de la tombe 257 à Helwan. Les égyptologues Edwin van den Brink et Christiane Köhler sont convaincus qu'il s'agit d'un roi nommé « Ny-Neith ». L'attribution d'une date plus précise n'a pas encore été déterminée.